# Johan Ericson

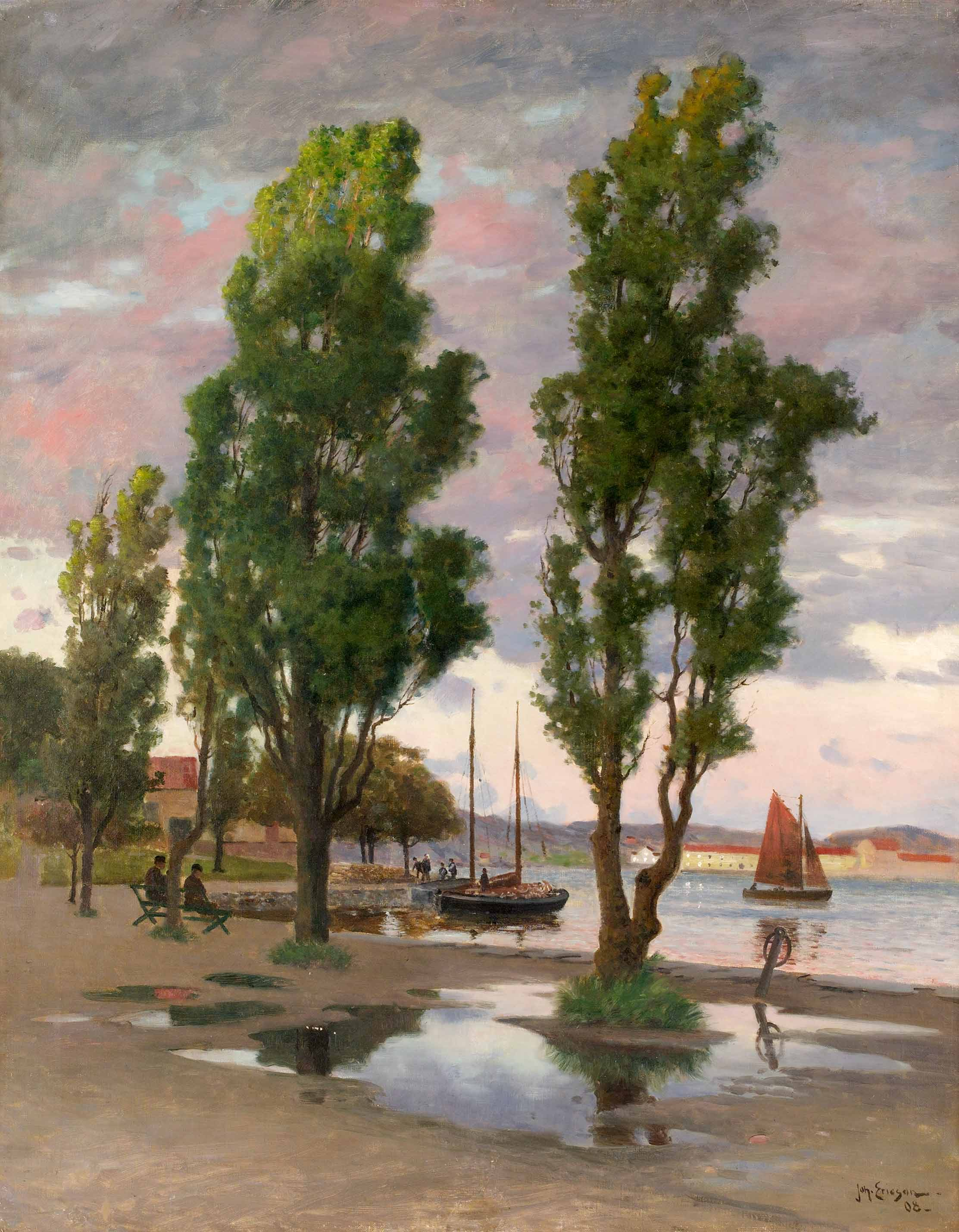
Parken i Marstrand (1908)

Johan Eric Ericson, född 17 oktober 1849 i Karlshamn i Blekinge, död 26 september 1925 i Göteborg, var en svensk konstnär. 
Han var son till schatullsnidaren Anders Ericsson och Johanna Sjöholm och han gifte sig 1882 i Paris med Anna Gardell-Ericson. 
Johan Ericson studerade vid Konsthögskolan 1872–1878 och i Frankrike 1878–1884, där han slöt sig till ljus- och stämningsmålarna. Under perioden i Frankrike vad han dessutom medhjälpare i Alfred Wahlbergs ateljé. Han var lärare i frihandsteckning vid Chalmers tekniska läroanstalt i Göteborg 1885–1915 och föreståndare för Valands målarskola 1889–1890. Han var under flera års tid ledamot av inköpsnämnden vid Göteborgs konstmuseum och i styrelsen för Göteborgs konstförening. Hans egen handteckningssamling utgör grundstommen för teckningssamlingen vid Göteborgs konstmuseum.
Hans konst består av porträtt, modeller och landskapsmålningar, som präglas av en kraftfull stil som med tiden blev alltmer kall och sträv. Han hämtade motiv från Bohuslän, Gotland och Skåne. Ericsons verk har varit utställda på flera museer, bland andra Nationalmuseum och Göteborgs konstmuseum.

Ericson är representerad vid Nationalmuseum, Göteborgs konstmuseum, Helsingborgs museum, Östergötlands museum, Kalmar konstmuseum, Gotlands konstmuseum, Norrköpings konstmuseum, Karlshamns museum och Linköpings stads museum. En minnesutställning med hans konst visades i Stockholm 1927 och i Göteborg 1949.

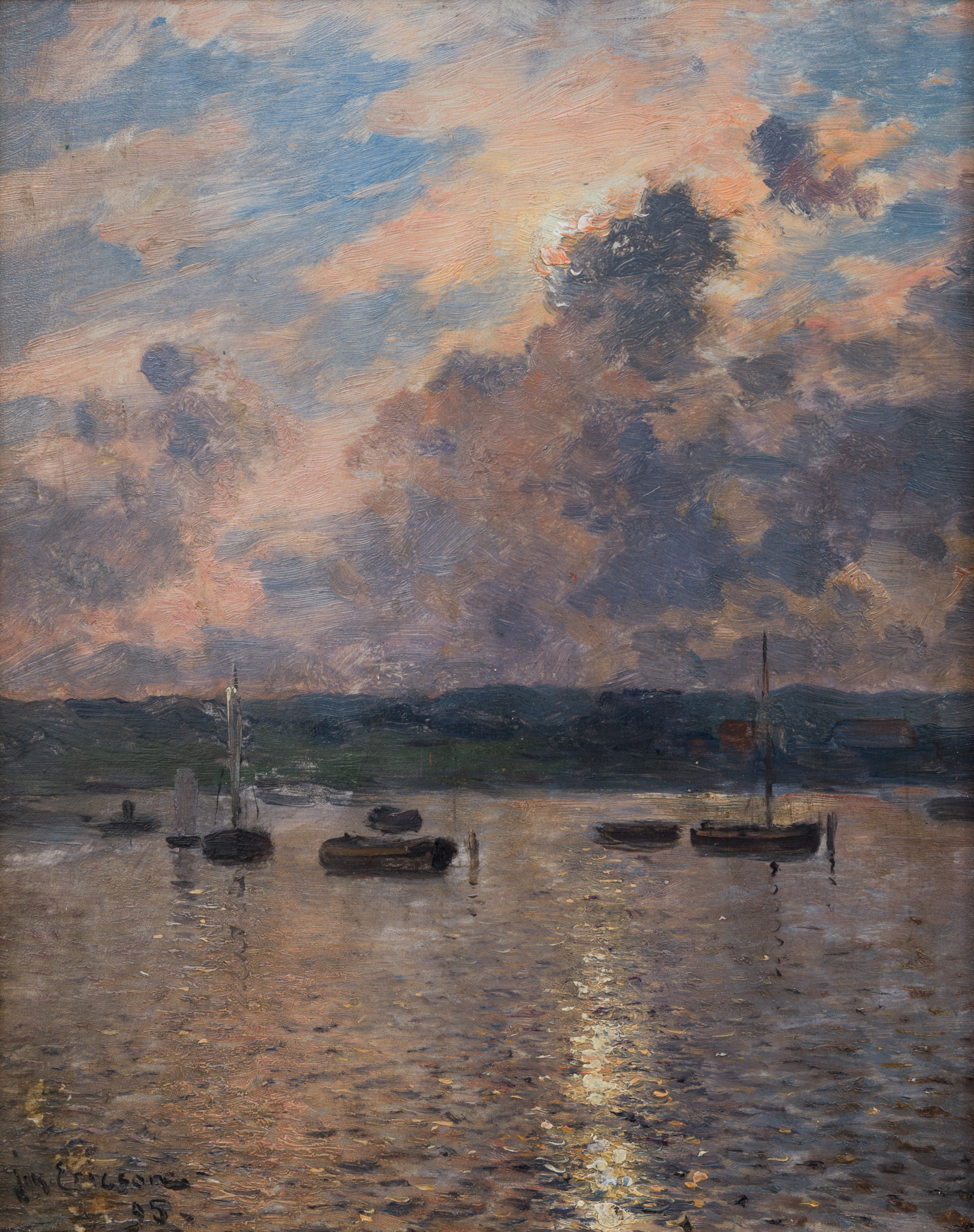
Vy från västkusten med båtar, 1895